# Aral-kum

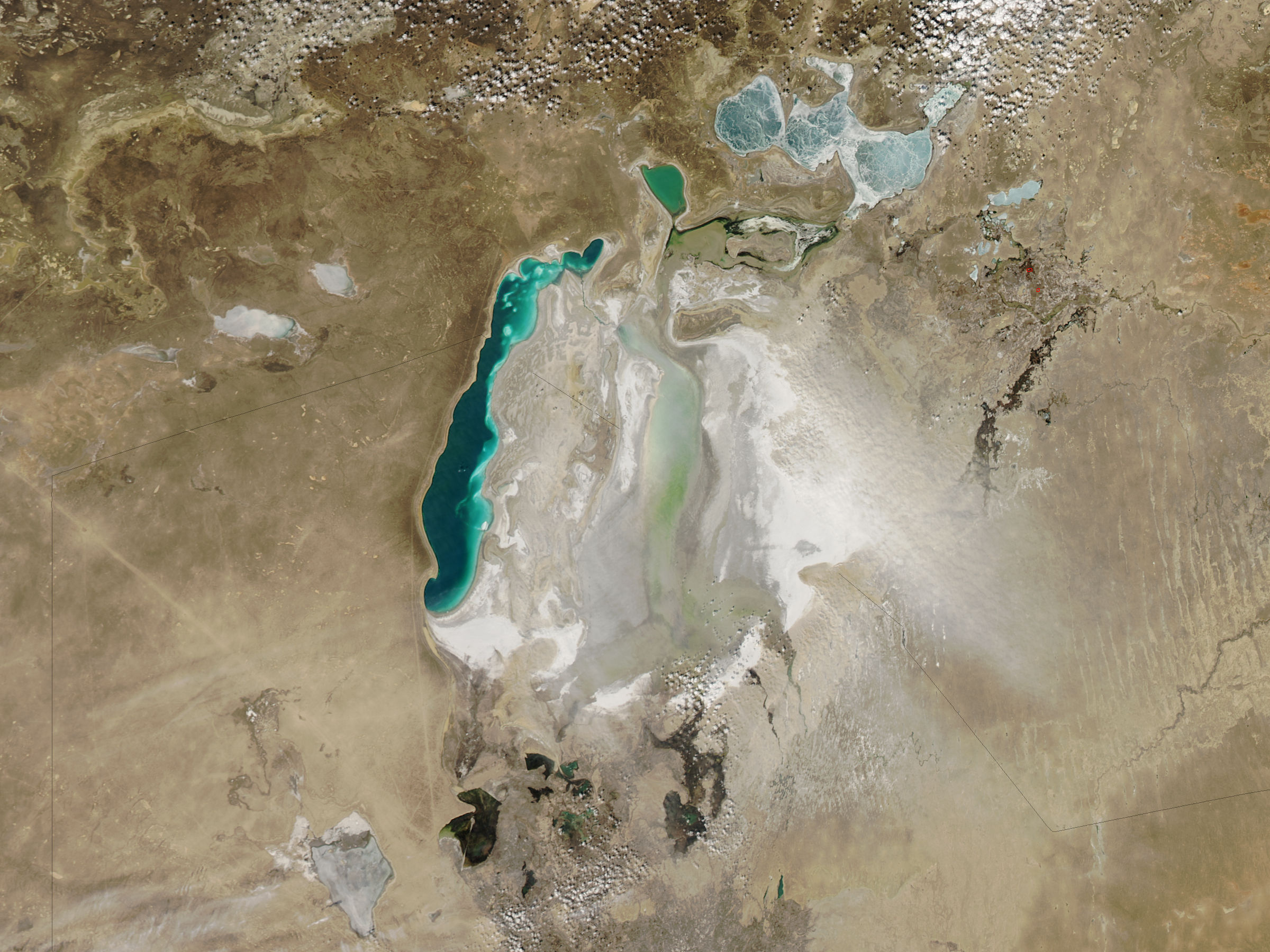
Pustynia Aral-kum zajmuje obszar zanikłej południowo-wschodniej części dawnego Jeziora Aralskiego. Na zdjęciu widoczna jest burza pyłowa na jej obszarze (marzec 2010 r.)

Aral-kum (kaz. Аралқұм, Arałkum; karak. Aralqum; ros. Аралкум, Arałkum; uzb. Orolqum) – nowo powstała pustynia w Kazachstanie i Uzbekistanie, położona na dawnym dnie Jeziora Aralskiego. Zajmuje ona powierzchnię około 60 tys. km² i stale się rozrasta, w związku z wysychaniem jeziora. Zewnętrzne 20% tego obszaru zajmuje pustynia piaszczysta, większa część (ok. 70%) jest pustynią słoną, a pozostałe 10% zajmują obszary podmokłe i roślinność twardolistna.
Na obszarze pustyni mają miejsce burze piaskowe, unoszące sól i pył zawierający pestycydy i herbicydy spłukiwane z pól bawełny w Uzbekistanie. Jest on przenoszony przez wiatry na wielkie odległości. Żeby zapobiec rozprzestrzenianiu się chemikaliów i ustabilizować glebę, na części obszaru nowej pustyni sadzi się saksauły, tamaryszek i inne halofity, które dobrze tolerują piaszczyste i silnie zasolone gleby.